# 有村亜加里
有村 亜加里（ありむら あかり・1985年10月7日 - ）は、スタイルコーポレーションに所属していた日本の元レースクイーン・タレントで、女性アイドルグループ「JUICY」の元メンバーでもある。
栃木県出身、血液型はA型。愛称は「あかりん」。

## 来歴
2008年
- SUPER GT「Xanavi Racing Queen」としてレースクイーンデビュー。
ちなみにザナヴィはこの翌年にクラリオンに吸収合併され会社解散したため、有村と松本麻実が最後のXanaviレースクイーンとなった。

2009年
- 3月10日、スーパー耐久イメージガールユニット「JUICY」を結成し、同グループの一員となる。
- 同年7月8日、ブログを事務所公式からアメーバブログに移す。

2010年
- 引き続きS耐イメージガール「JUICY」の一員として活動する。
この前後よりサーキット内の活動にとどまらず、積極的に都内でライブ活動を展開し始める。ライブ会場は大塚Deepaと渋谷RUIDOが中心であるが、いずれも満員にするほどの集客力があった。その活動のなかで、旧リーダー栗原海が作詞した「Go To Way」や、後述する「タイムカプセル」といった曲は、サーキットやライブ会場内から不朽の名作と評す声も多い。

2011年
- 2年間務めたS耐イメージガールを卒業し、ユニット「JUICY」としての活動を継続する。
JUICY はスーパー耐久イメージガールとして1年間の期間限定ユニットであった。もともとスーパー耐久のイメージガールは、レースの年度が変われば任期満了とともに自動的に解散となるものである。しかし、これまでのイメージガールを凌ぐ固定客層の拡大で絶大な支持を集めたことから、この年の4月より、イメージガールから独立し、同事務所専属のユニットとして継続することとなった[2]。

2012年
- 11月28日、渋谷Gladで行われた「ASIA IDOL COLLECTION×DOUBLE」において、木村亜梨沙と共にJUICYを卒業することを発表。同年12月2日のブログでスタイルを離れ引退することを明かした[3]。

2013年
- 1月19日、六本木morph-tokyoにて行われた「Juicy Memorial Gigs」をもってJUICYを卒業。表舞台から退いた。

## 人物
- 趣味：料理、音楽鑑賞（好きなジャンル＝ソウル）
- 特技：ダンス、歌、ピアノ、書道、スポーツ全般（小・中・高にわたって水泳、バレーボール、バスケットボール、テニスを本格的に経験しており、身体能力に自信がある）
- 好きな色：ピンク、赤、白
- 1つ下の弟がいる[4]。
- 好きな男性のタイプは人情があってやさしい人。
- 歯科衛生士の資格免許を持っている。
- 糖分の多い清涼飲料水は好まず、ミネラルウォーターや緑茶を愛飲している。また、大の嫌煙家である。

## エピソード
- サーキットやライブ会場で卓越した歌唱力を誇ったが、これはボイストレーニングによる訓練と小学3年まで習っていたピアノによって養われた絶対音感によるものである。また、浜崎あゆみや鈴木亜美を彷彿させる歌唱法は、有村が彼女達に憧れ、その長所を中学時代から取り入れて完成させたものである。
- 具体的に目標とするアーチストは挙げていないが、「2年間 JUICYとしてライブ活動をしてきたことで、今の自分が置かれたポジションや与えられた仕事の意味を考えるようになった。そこで、高い目標を設定することも大切だが、自分が納得するまで練習した歌やダンスを披露することによって、ファンの皆の喜びや満足が得られるよう１曲1曲を大切に努力していきたい、と思えるようになってきた」と打ち明けている。「歌とダンスの両方ができる場所があれば、日本全国どこへでも行きたい」と歌手活動に対して真摯かつ貪欲な姿勢を見せていた。
- 栗原海が脱退し桃川祐子が加入してからは、JUICYメンバー4人の中でいちばん年上だった。

## 主な活動

### 作詞
- タイムカプセル（2010年12月22日発売　STYLE JAPAN MUSIC）
- JUICY　BESTⅡ（ベスト盤）タイムカプセル収録（2010年12月22日発売　STYLE JAPAN MUSIC）　
幼いころから変わらぬ夢を持ち続け、夢に向かってまっしぐらに前進する有村の実直な気持ちを綴ったこのナンバーは、士気を高揚させるようなスピード感あふれるアップテンポの曲調とぴったりマッチした。発売にさきがけてスーパー耐久第６戦と最終戦で披露された際、観客の間で瞬く間に評判となった。

### TV出演
- さまぁ〜ず式（TBS、2009年3月3日）「大竹湯～トピア」コーナー出演
- ホリさまぁ〜ず（TBS、2009年5月12日）
- 行列のできる法律相談所（NTV、2011年1月30日）
- 劇団ひとりの新番組を考える会議（テレビ朝日系列、2011年4月18日）

### DVD
- JUICY in SAIPAN（竹書房、2010年11月22日）